# Ochthephilus columbiensis
Ochthephilus columbiensis är en skalbaggsart som först beskrevs av Hatch 1957.  Ochthephilus columbiensis ingår i släktet Ochthephilus och familjen kortvingar. Inga underarter finns listade i Catalogue of Life.